# Landgericht Miltenberg
Das Landgericht Miltenberg war ein von 1849 bis 1879 bestehendes bayerisches Landgericht älterer Ordnung mit Sitz in Miltenberg im heutigen Landkreis Miltenberg in Unterfranken. Die Landgerichte waren im Königreich Bayern Gerichts- und Verwaltungsbehörden, die 1862 in administrativer Hinsicht von den Bezirksämtern und 1879 in juristischer Hinsicht von den Amtsgerichten abgelöst wurden.

## Geschichte
Miltenberg war ursprünglich Besitz der Kurfürsten von Mainz. Mit dem Übergang an das Königreich Bayern 1814 wurden im Verlauf der Verwaltungsneugliederung Bayerns in Miltenberg und Kleinheubach Herrschaftsgerichte errichtet (ab 1848 Gerichts- und Polizeibehörden). Aus den Gerichts- und Polizeibehörden Miltenberg und Kleinheubach sowie der Gemeinde Umpfenbach (bisher Landgericht Klingenberg) wurde 1849 das Landgericht I. Classe Miltenberg gebildet. 1857 bis 1879 gehörte es zum Bezirksgericht Aschaffenburg. Anlässlich der Einführung des Gerichtsverfassungsgesetzes am 1. Oktober 1879 wurde das Amtsgericht Miltenberg errichtet, dessen Sprengel aus dem bisherigen Landgerichtsbezirk gebildet wurde.